# Stelechocarpus
Stelechocarpus là chi thực vật có hoa trong họ Annonaceae.
Một số tác giả gộp chi Winitia vào chi này.

## Các loài
- Stelechocarpus burahol (Blume) Hook.f. & Thomson, 1855
- Stelechocarpus cauliflorus (Scheff.) J.Sinclair, 1953: Có thể tách thành loài trong chi Winitia.
- Stelechocarpus expansus (Chaowasku) I.M.Turner, 2016: Có thể tách thành loài trong chi Winitia.